# 巴聚格
巴聚格（法語：Bazugues，法語發音：[bazyɡ]）是法国热尔省的一个市镇，属于米朗德区。

## 地理
巴聚格（43°26'54"N, 0°20'39"E）面积5.36 平方千米，位于法国奧克西塔尼大區热尔省，该省份为法国西南部内陆省份，北起顺时针与洛特-加龙省、塔恩-加龙省、上加龙省、上比利牛斯省、大西洋比利牛斯省和朗德省接壤。
与巴聚格接壤的市镇（或旧市镇、城区）包括：拉斯、米耶朗、蓬桑佩尔、圣多德、圣莫尔、圣米歇尔。

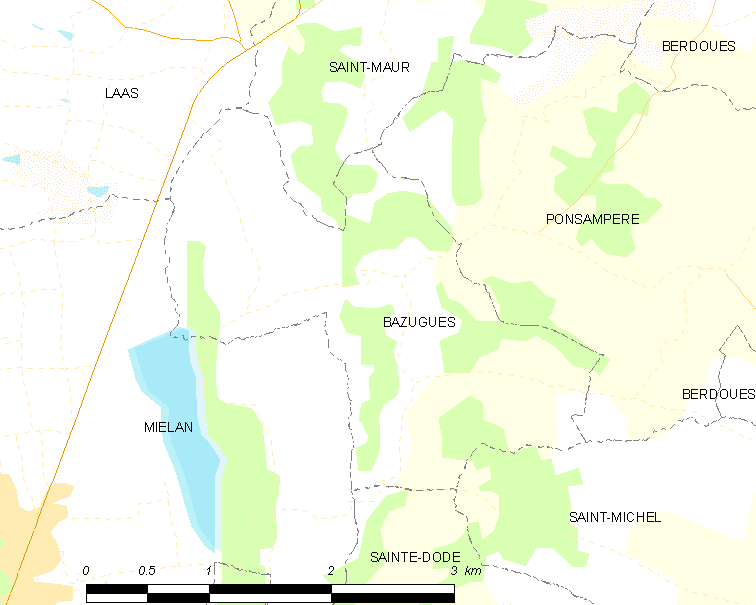
巴聚格的OSM定位图

巴聚格的时区为UTC+01:00、UTC+02:00（夏令时）。

## 行政
巴聚格的邮政编码为32170，INSEE市镇编码为32034。

## 政治
巴聚格所属的省级选区为米朗德-阿斯塔拉克县。

## 人口

1962-2008年间巴聚格人口变化图示

巴聚格于2022年1月1日时的人口数量为62人。